# HTU Stadi
HTU Stadi (anciennement Helsingin Työväen Uimarit, en français : Travailleurs nageurs d'Helsinki) est une association de natation à Helsinki en Finlande.

## Présentation
Le club a plusieurs groupes d'entraînement de différents niveaux, dont des groupes de triathlon et de personnes handicapées.
Le club s'entraîne principalement à Jakomäki, Itäkeskus,  Urheilutalo,  Malmi, Pirkkola et Mäkelänrinne et Kumpula et la piscine olympique. 
HTU compte environ 150 nageurs actifs. 
Le club est impliqué dans l'Académie sportive Urhea et son centre de formation.

## Membres
Les nageurs de l'association  ont remporté le championnat de Finlande  dans le 4 × 200 m nage libre hommes en 1963 et 1965-1968, le 4 × 100 mètres 4 nages hommes en 1953-1955, 1961 et 1971 , le 400 m féminin nage libre en 1950 et en relais féminin 4 × 100 mètres nage libre en 1978 .
Les champions finlandais les plus connus du club sont Margit Leskinen, Hilkka Hietamäki, Aulis Kähkönen, Hilkka Piispa, Tapio Leskinen, Marja Vilja, Esa Lepola, Ulla Patrikka, Matti Kasvio, Juhani Teräsvuori, Riitta Lampinen, Väinö Leskinen, Arvo Järvinen, Mauri Johansson, Arto Lainekivi, Tina Salminen, Vesa Nykänen et Heikki Mäki